# Grusomme mig 3
Grusomme mig 3 er en amerikansk 3D computer-animeret komediefilm fra 2017, der blev produceret af Illumination Entertainment og udgivet af Universal Pictures. Det er den tredje film i Grusomme mig film-serien (org. Despicable Me), og efterfølgeren til Grusomme Mig 2 (2013). Den er instrueret af Pierre Coffin og Kyle Balda, og co-instrueret af Eric Guillon. Filmen er skrevet af Cinco Paul og Ken Daurio. Steve Carell lægger stemme til en dobbelt rolle, og Kristen Wiig, og Trey Parker er også at finde på stemme-listen. Den havde premiere den 14 juni 2017, ved Annecy International Animated Film Festival, og havde landsdækkende premiere i USA den 30. juni 2017, distribueret af Universal Pictures.

## Handling
Gru vender ud mod Balthazar Bratt, en tidligere barnestjerne, der er vokset op og blevet besat med den karakter, at han spillede i 80'erne, og bliver indblande i søskende rivalisering, da han møder sin længe savnede charmerende, muntre, og mere vellykket tvillingebror, Dru, der ønsker at teame op med ham til et sidste kriminelt kup - at stjæle diamanten, som Bratt har stjålet.

## Medvirkende
- Steve Carell som Felonious Gru, den tidligere skurk nu Anti-Skurk League-agent, Margo, Edith og Agnes' adoptivfar, og Lucy's mand.[6] Carell lægger også stemme til Dru, Gru's forsvundne tvillingebror.

- Kristen Wiig , som Lucy Wilde, en Anti-Skurk League-agent, Gru's hustru, og pigernes adoptiv mor.
- Trey Parker som Balthazar Bratt, en superskurk og tidligere barne stjerne, der vokser op og bliver besat med den karakter, han spillede i 80'erne og er bøjet om verdensherredømme.
- Miranda Cosgrove som Margo, Gru og Lucy's ældste adoptiv datter.
- Dana Gaier som Edith, Gru og Lucy's mellemste adoptiv datter.[7]
- Nev Scharrel som Agnes, Gru og Lucy's yngste adoptiv datter.[8]
- Steve Coogan [9]
- Julie Andrews
- Jenny Skifer
- Pierre Coffin som Mel og andre Håndlangere (minions)[10]

## Produktion
Steve Burke, NBCUniversal CEO, bekræftede i September 2013, at en tredje film i Grusomme Mig-serien var i produktion. Cinco Paul og Ken Daurio, forfattere af de to første film, meddelte, at de ville vende tilbage til at skrive manuskriptet til filmen. Den April 13, 2016, Trey Parker, co-skaber af South Park, blev castet som den vigtigste antagonist til filmen, Balthazar Bratt.

## Modtagelse

### Udgivelse
Filmen fik premiere den 14. juni 2017, ved Annecy International Animated Film Festival. Det vil blive udgivet i USA i biografer den 30. juni 2017.
Den første officielle trailer til filmen blev udgivet den 14. december 2016; den anden blev udgivet den 14. marts 2017. En sekundær trailer, der er designet til TV-brug, blev udgivet den 21. april 2017. En tredje trailer blev udgivet den 24. maj 2017. 

### Anmeldelser
På den film- og TV-anmeldelsesiden Rotten Tomatoes, har filmen en positiv rating på 89% baseret på 9 anmeldelser, og den gennemsnitlige bedømmelse er 6.7/10.

## Soundtrack
Soundtracket til filmen Despicable Me 3 blev udgivet den 23. juni 2017. Pharrell Williams har udgivet den sangen "Yellow Light", som er en del af soundtracket, som er tilgængelig via digital download og streaming. Det omfatter også Pharrell Williams' sang "Fredom," Michael Jackson's "Bad," A-ha's "Take on Me," Madonna's "Into the Groove" og mange flere.
| # | Titel | Længde |
| - | ----- | ------ |